# Maurice Devries
Maurice Devries, ook wel Maurice Devriès, (overleden Chicago, 12 juni 1914) was een Amerikaans bariton van Nederlandse komaf.
Hij was zoon van zangersechtpaar Rosa de Vries-van Os en David de Vries, meestentijds ingekort tot Devries. Zusters Jeanne Devries en Fides Devries en broers Marcel Devries en Herman Devries waren eveneens zangers. Hij was enige tijd getrouwd met zijn leerlinge Lulu Randall (Valeria DeVries); zij hertrouwde met de Italiaanse politicus/senator Bellom Pescarolo uit Turijn. 
Hij kreeg zijn opleiding van Henri Warnots in Brussel. Net als zijn zussen maakte hij zijn debuut in Europa; in dit geval Luik et een de rol graaf van Nevers in Les Huguenots van Giacomo Meyerbeer. Het is dan 1874. Daarna zong hij onder meer aan de Koninklijke Vlaamse Opera in Antwerpen en de Koninklijke Muntschouwburg in Brussel en in 1879-1880 Theatre Royal Français. Hij zong ook in Italië en was tussen 1895 en 1898 verbonden aan de Metropolitan Opera in New York. Hij was ook enige tijd verbonden aan de Franse Opera (Grand-Opéra, eerste bariton) in Den Haag en zong regelmatig in Parijs, maar zong eigenlijk in alle Europese grote steden.
In 1883 nam hij deel aan het 25-jarig jubileum van liedertafel Zanglust, dat het vierde in het Paleis voor Volksvlijt; Devries was erelid van de liedertafel. Orkest van dienst was de Amsterdamsche Orkestvereeniging.
In 1900 legde hij zich geheel toe op het geven van zanglessen, onder meer in een studio in Carnegie Hall, aan het Conservatorium van Detroit, het conservatorium van Chicago (Chicago Musical College) en in het Auditorium gebouw.
Hij overleed in bijzijn van zijn vrouw in Chicago. Hij was toen behoorlijk bekend als muziekonderwijzer. Het echtpaar was op bezoek bij een kennis. Hij werd begraven op de Oak Woods Cemetery